# أرتور نافارو
أرتور نافارو (بالإسبانية: Arturo Navarro García)‏ (14 مارس 1989 في إسبانيا - ) هو لاعب كرة قدم إسباني في مركز الدفاع. لعب مع سبورتينغ غوا ونادي أونتينيينت ونادي غيخيليو ونادي فالنسيا ونادي أراندينا لكرة القدم وArroyo CP ‏ وأوساسونا ب وفالنسيا ميستايا.

## وصلات خارجية
- أرتور نافارو على موقع Soccerway.com (الإنجليزية)